# Герб Михайловского района (Приморский край)
Герб муниципального образования Михайловский муниципальный район Приморского края Российской Федерации — является официальным символом Михайловского муниципального района Приморского края.
Герб утверждён Решением № 275 Думы Михайловского муниципального района 26 октября 2006 года.
Герб внесён в Государственный геральдический регистр Российской Федерации под номером № 2690. Администрации района выдано свидетельство о регистрации официального символа в Государственном геральдическом регистре Российской Федерации (г. Санкт-Петербург протокол № 32д от 31 октября 2006 года).

## Описание герба
«Щит скошен справа золотом и червленью. В золоте — черный камень, из-за которого поверх делений выходит пять колосьев зеленые в золоте, золотые в червлении. В вольной части — герб Приморского края».

## История герба

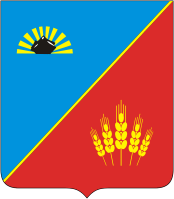
Герб Михайловского района (2000—2006 год)

В период с 2000 по 2006 годы Михайловский район использовал такой вариант герба: «Щит скошен. В правом верхнем лазоревом поле стилизованное солнце, обременённое стилизованным каменным углём, символом возрождения угледобывающей промышленности. В червлёном нижнем поле стилизованные колосья — символ земледелия, богатства земли. Помещается в гербах городов и посадов, отличающихся земледелием».
22 июня 2006 года Дума Михайловского муниципального района приняло решение «Об утверждении герба Михайловского муниципального района»..
Документы по утверждению герба района были переданы в Геральдический Совета при Президенте РФ для проведения геральдической экспертизы и внесения герба в Государственный геральдический регистр Российской Федерации. По рекомендации геральдического Совета, из-за нарушения правил тинктур в Положение о гербе были внесены изменения. Новый вариант герба (ныне действующий) был утверждён Решением Думы Михайловского муниципального района Приморского края 26 октября 2006 года.